# Amphiprion nigripes
El  pez payaso de las Maldivas (Amphiprion nigripes) es una especie de peces de la familia Pomacentridae, en el orden de los Perciformes. 
Pertenecen a los denominados peces payaso, o peces anémona, y viven en una relación mutualista con anémonas Heteractis magnifica.

## Morfología
Presenta una coloración naranja en la cabeza y el cuerpo, con una franja blanca, vertical, en la cabeza, que desciende detrás del ojo. El hocico es rosáceo. Las aletas dorsal, caudal y pectorales también son naranjas; y, la anal y las ventrales son negras.
Cuenta con 10-11 espinas y 17-18 radios blandos dorsales; 2 espinas y 13-15 radios blandos anales.
Las hembras pueden llegar a alcanzar los 11 cm de longitud total.

## Reproducción
Es  monógamo y hermafrodita secuencial protándrico, esto significa que todos los alevines son machos, y que tienen la facultad de convertirse en hembras, cuando la situación jerárquica en el grupo lo permite, siendo el ejemplar mayor del clan el que se convierte en la hembra dominante, ya que se organizan en matriarcados.
Su género es algo fácil de identificar, ya que la hembra, teóricamente es la más grande del clan. Cuando ésta muere, el pequeño macho dominante se convierte en una hembra. 
Son desovadores bénticos. Los huevos son demersales, de forma elíptica, y adheridos al sustrato. La reproducción se produce en cuanto comienza a elevarse la temperatura del agua, aunque, como habitan en aguas tropicales, se pueden reproducir casi todo el año. El macho prepara el lugar de la puesta, en un sustrato duro en la base de una anémona, y, tras realizar las maniobras del cortejo, espera a que la hembra fije los huevos allí, y los fertiliza. Posteriormente, agita sus aletas periódicamente para oxigenar los embriones, y elimina los que están en mal estado. Tras un periodo de 6-7 días, cuando los alevines se liberan, no reciben atención alguna de sus padres. Deambulan en aguas superficiales en fase larval durante 8 a 12 días, posteriormente descienden al fondo en busca de una anémona, y mutan a su coloración juvenil.

## Alimentación
Es omnívoro, se alimenta de algas bénticas y de pequeños invertebrados del zooplancton.

## Hábitat y comportamiento
Es un pez de mar de clima tropical, asociado a los  arrecifes de coral, que vive en simbiosis con la anémona  Heteractis magnifica . Suele encontrarse en los extremos de los arrecifes. Su rango de profundidad es entre 2-25 metros 

## Distribución geográfica
Se encuentra al oeste del Océano Índico: Maldivas y Sri Lanka, siendo posible, aunque cuestionable, su presencia en la India.

## Galería

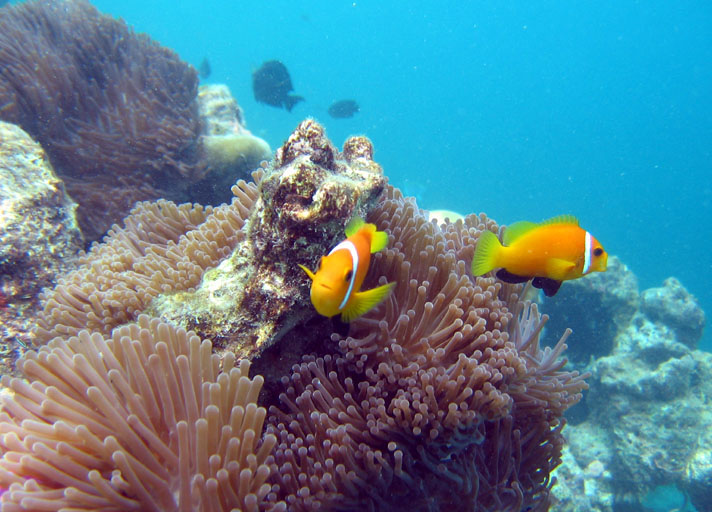
A. nigripes sobre Heteractis magnifica
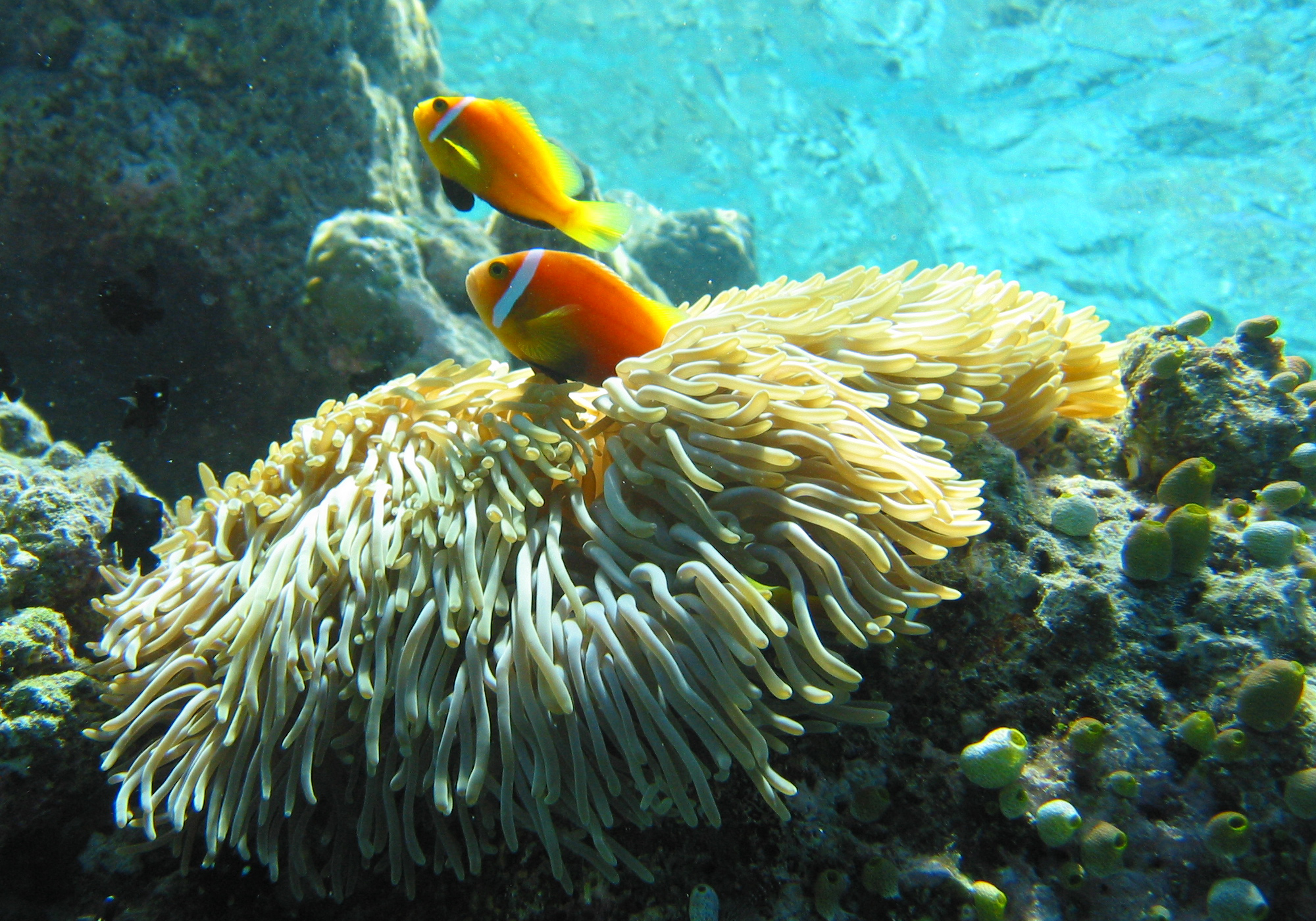
Pareja de A. nigripes sobre Heteractis magnifica, Fihalhohi, Maldivas
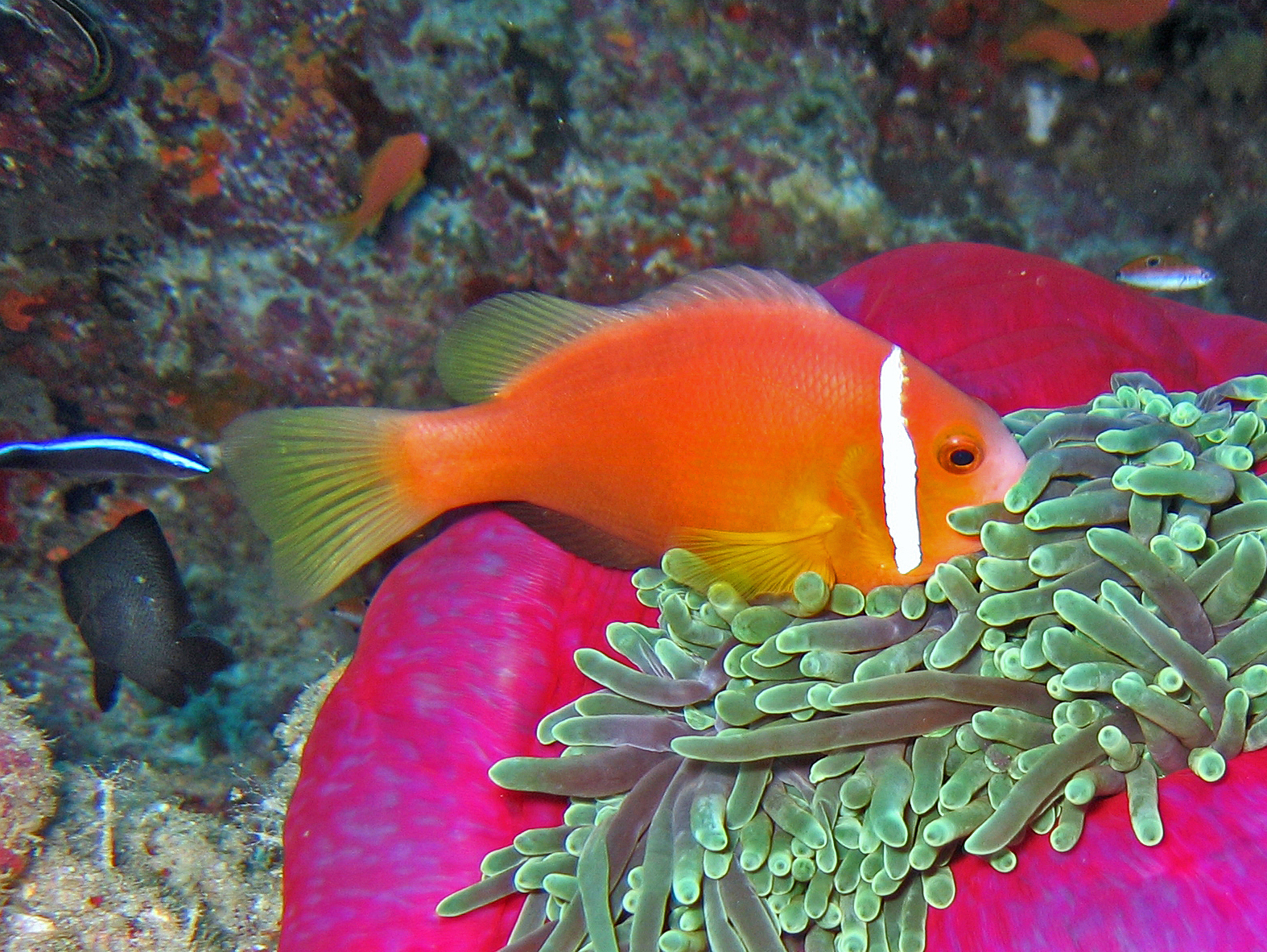
A. nigripes sobre Heteractis magnifica
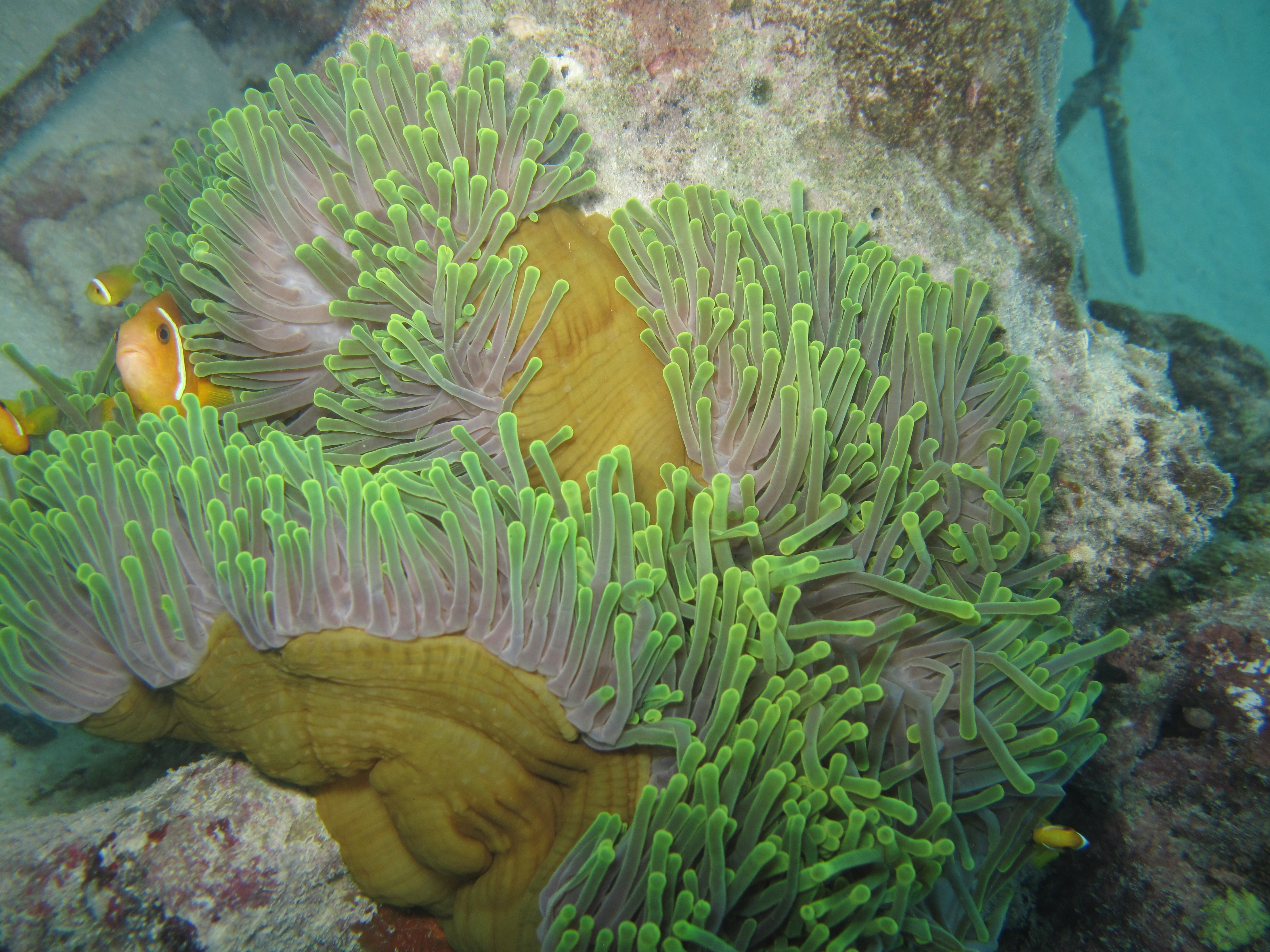
Grupo de A. nigripes en Landaagiraavaru, Atolón de Baa, Maldivas
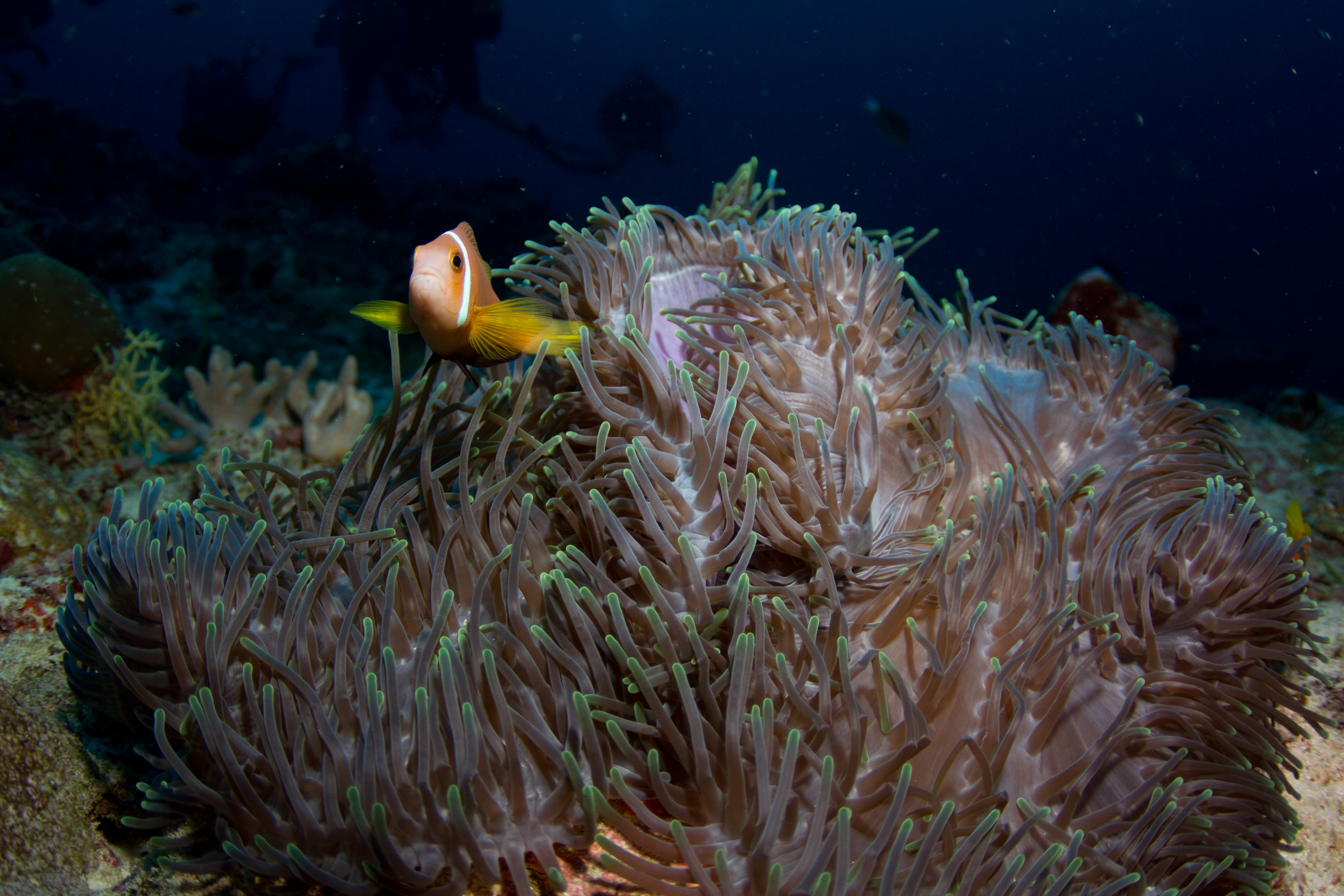
A. nigripes sobre Heteractis magnifica